# نيالا (ظبي)
النيالا (الاسم العلمي: Nyala angasii) نوع من الظباء ذو قرون حلزونية الشكل متوطن في أفريقيا الجنوبية.

## اقرأ كذلك
- قائمة مزدوجات الأصابع حسب العدد